# Aguilar (kommunhuvudort i Spanien)
Aguilar är en kommunhuvudort i Spanien.   Den ligger i provinsen Province of Córdoba och regionen Andalusien, i den södra delen av landet, 300 km söder om huvudstaden Madrid. Aguilar ligger 370 meter över havet och antalet invånare är 13 509.
Terrängen runt Aguilar är huvudsakligen platt, men åt nordost är den kuperad. Runt Aguilar är det ganska tätbefolkat, med 111 invånare per kvadratkilometer. Närmaste större samhälle är Lucena, 19,2 km sydost om Aguilar. Trakten runt Aguilar består till största delen av jordbruksmark.